# Христо Абрашев
Христо Абрашев е български журналист и публицист, един от първите професионални журналисти в България.

## Биография
Роден е в 1882 година в Стара Загора. Завършва висше образование по журналистика в Мюнхен. В 1905 година той е един от инициаторите за образуване на журналистическо дружество в София. Събранието се състои в пивница „Сан Стефано“, на площад „Трапезица“. След няколко събрания на 27 ноември 1905 година е приет уставът и е избрано първото настоятелство. На това събрание присъстват Сава Илчов, Иван Коларов, Христо Абрашев, Иван Павлов Костов, Христо Силянов, Петър Завоев, Димитър Константинов, Иван Недев, Александър Кипров, Стоян Власаков и Лазар Пулиев-Дядката, който е избран за председател.
В 1908 година Абрашев работи във вестник „Дневник“.
При избухването на Балканската война в 1912 година е доброволец в Македоно-одринското опълчение и служи в 1-ва рота на 10 прилепска дружина.